# فرجام خدایان (مجموعه تلویزیونی)
فرجام خدایان (به انگلیسی: Twilight of the Gods) یک مجموعه تلویزیونی پویانمایی بزرگسالان است که با الهام از اسطوره‌شناسی اسکاندیناوی ساخته شده است. سیلفیا هوکس، استوارت مارتین، پترسون جوزف، پیلو اسبک، راهول کهلی، بریگیته هیورت سورنسن، جیمی کلیتون، تیا سوفی لوچ نس، پیتر استورماره و کریستوفر هیویو صداپیشگان اصلی سریال هستند.
این مجموعه توسط شرکت آمریکایی استون کوئاری انیمیشن و استودیوی فرانسوی شیلام انیمیشن تهیه شده است، و در ۱۹ سپتامبر ۲۰۲۴، به تعداد هشت قسمت در نتفلیکس به نمایش درآمد.

## داستان
فرجام خدایان به رویدادهایی اشاره دارد که منجر به نابودی سرزمین‌های میدگارد و آسگارد و سپس مرگ بیشتر ایزدان نژاد آسیر و ونیر در نبرد نهایی علیه شیطان، نیروهای طبیعت و غول‌ها شد.

## صداپیشگان و شخصیت‌ها
- سیلفیا هوکس در نقش سیگرید یک نیمه انسان، دختر گلاومار و از سمت پدریش نیمه یوتون، جنگجویی که به دنبال انتقام از ثور، پس از اینکه عروسی او را برهم زد و قبیله‌اش را سلاخی کرد، می‌باشد.
- استوارت مارتین در نقش لیف از ولسونگ، یک پادشاه انسان و معشوقهٔ سیگرید که در راه انتقام به او می‌پیوندد.
- پترسون جوزف در نقش لوکی لاوفیسان، ایزد شرارت
- پیلو اسبک در نقش ثور اودینسان، ایزد بی‌رحم و بد دهان آذرخش که خشم خود را در مراسم عروسی سیگرید و لیف افکند.
- راهول کهلی در نقش اگیل
- بریگیته هیورت سورنسن در نقش هروور[۴]
- حکیم کی-کاظم در نقش بالدر
- پتر فرانتسن در نقش گلاومار، پدر سیگرید از نژاد غول‌ها
- پجت بروستر در نقش یارنگلومرا
- سوزان دناکر در نقش گیتلا
- ژوزفین آسپلوند در نقش فنیا / منیا
- بن پرندرگاست در نقش Fjolverkr / Somr / هایمدال
- جیمی چانگ در نقش هل
- جیمی کلیتون در نقش آلِی / سید کونا
- پیتر استورماره در نقش اولفر، یک حرامزاده که به عنوان بردهٔ سید کونا محسوب می‌شود
- کریستوفر هیویو در نقش اندواری، یک دورف که می‌توانست در مواقع خطر خود را به شکل ماهی درآورد
- جان نوبل در نقش اودین، سرکردهٔ ایزدان آسیر
- ری پورتر در نقش بورگ / بولورکر
- مورلا گوروندونا در نقش ماریا
- راجر اسمیت در نقش بیورن
- کوری استول در نقش Hrafnkel
- لورن کوهن در نقش اینگه
- تیا سوفی لوک نس در نقش تیرا[۴]
- تریسی ایفیچور در نقش فریا
- آنیا چالوترا در نقش سیف
- اولاویر داری اولافسون در نقش شاه تیواز
- جسیکا هنویک در نقش ساندرادیگا[۵]
- دیوید میچل در نقش فافنیر
- یتیده باداکی در نقش دال
- تو لو در نقش یورمونگاند
- هلنا متسون در نقش انگربودا
- توماس لیمارکیوس در نقش آدریک «آد»

## موسیقی
در ژوئن ۲۰۲۴، مشخص شد که هانس زیمر کار ساخت موسیقی این مجموعه را بر عهده خواهد داشت.